# Muldestausee
Muldestausee er den sydøstligste kommune i Landkreis Anhalt-Bitterfeld i den tyske delstat Sachsen-Anhalt.
Kommunen opstod den 1. januar 2010, da 12 mindre kommuner blev lagt sammen. 
51°39′N 12°27′Ø / 51.65°N 12.45°Ø